# Walterstone
Walterstone – wieś i civil parish w Anglii, w hrabstwie Herefordshire. W 2001 roku civil parish liczyła 97 mieszkańców.